# 中村恒也
中村恒也（日语：中村恒也/なかむら つねや，1923年3月8日—2018年12月25日），日本商人，曾是精工爱普生社长。

## 生平
1923年，出生。
1944年，加入第二精工舍。
1945年，加入诹访精工舍。
1956年，主持设计“Marvel”手表。
1959年，主持设计“Gyro Marvel”手表。
1960年，主持设计“Grand Seiko”手表。
1969年，主持设计“Astron”手表。
1987年，任精工爱普生社长。
1994年，退休。
2018年，去世。